# نائوو (ایلینوی)
نائوو، ایلینوی (به انگلیسی: Nauvoo, Illinois) یک شهر در ایالات متحده آمریکا با جمعیت ۱٬۱۴۹ نفر است که در ایلی‌نوی واقع شده‌است.